# محمود رياض
محمود رياض الأمين العام الثالث لجامعة الدول العربية. عسكري ورجل دولة مصري عربي معروف على نطاق عالمي. ولد في الثامن من يناير/كانون الثاني 1917. اختير أمينا عاما للجامعة العربية في يونيو/حزيران 1972، واستقال في مارس/آذار 1979، وهو شقيق الفريق عبد المنعم رياض رئيس الأركان المصري الأسبق.

## مسيرته
عقدت أثناء فترة توليه مؤتمرات القمة العادية السادس والسابع والثامن والتاسع، واستقال قبل انعقاد المؤتمر العاشر. كما عقد أثناء فترته مؤتمر القمة السداسي غير العادي في الرياض في الفترة من 16- 18 أكتوبر/ تشرين الأول 1976.
تخرج في الكلية الحربية بمصر عام 1936، ثم عُيّن مديرا للمخابرات الحربية في غزة عام 1948. كما شغل الوظائف التالية:
- عضوا في الوفد المصري في مفاوضات رودس في فبراير/شباط 1949.
- رئيس الوفد المصري في لجنة الهدنة المشتركة المصرية الإسرائيلية من 1949- 1952. وبنشوب الثورة عُيّن مديراً لإدارة فلسطين ومسؤولاً عن جميع جوانب القضية في القيادة العامة للقوات المسلحة.
- مديراً للإدارة العربية بوزارة الخارجية عام 1954.
- سفير مصر في دمشق عام 1955، واشترك مع الوفد المصري في توقيع الوحدة مع سوريا عام 1958.
- مستشارا للشؤون السياسية للرئيس جمال عبد الناصر في الفترة من 1958- 1962.
- مندوب مصر الدائم في الأمم المتحدة عام 1962.
- وزير الخارجية من عام 1964-1972.
- مستشارا للشؤون السياسية للرئيس أنور السادات عام 1972.

له عدة مؤلفات أشهرها كتابه «مذكرات محمود رياض» في جزئين، و«البحث عن السلام والصراع في الشرق الأوسط». 

هذا فضلاً عن الكثير من المقالات والأبحاث السياسية المنشورة في العديد من الصحف والمجلات.
توفي في 24 يناير/كانون الثاني 1992.
| المناصب السياسية           | المناصب السياسية                     | المناصب السياسية     |
| -------------------------- | ------------------------------------ | -------------------- |
| سبقه محمد عبد الخالق حسونة | أمين جامعة الدول العربية 1972 - 1979 | تبعه الشاذلي القليبي |

## روابط خارجية
- محمود رياض على موقع الموسوعة البريطانية (الإنجليزية)
- محمود رياض على موقع مونزينجر (الألمانية)

## المصدر
1. 1 2  Encyclopædia Britannica | Mahmud Riyad (بالإنجليزية), QID:Q5375741
2. ↑  "معلومات عن محمود رياض على موقع id.loc.gov". id.loc.gov. مؤرشف من الأصل في 2019-12-13.
3. ↑  "معلومات عن محمود رياض على موقع d-nb.info". d-nb.info. مؤرشف من الأصل في 2019-12-13.
4. ↑  "معلومات عن محمود رياض على موقع id.worldcat.org". id.worldcat.org. مؤرشف من الأصل في 2019-12-13.